# سیلور ولی (کارولینای شمالی)
سیلور ولی (به انگلیسی: Silver Valley) یک منطقهٔ مسکونی در ایالات متحده آمریکا است که در شهرستان دیویدسن، کارولینای شمالی واقع شده‌است.